# Балыгычан (село)
Балыгычан — село в Среднеканском городском округе Магаданской области России.

## География
Названо по реке Балыгычан (протекает к востоку).
Село находится на р. Бургали, в 137 км от районного центра — посёлка городского типа Сеймчан, в 509 км от областного центра — Магадана.
19 июля 2010 года в Балыгычане температура днём поднялась до +37,6 °C, что стало самой высокой региональной температурой года в Магаданской области среди всех метеостанций.

## Население
| 2002 | 2010 | 2012 | 2013 | 2014 | 2018 | 2020 |
| ---- | ---- | ---- | ---- | ---- | ---- | ---- |
| 19   | ↘11  | ↗12  | ↘11  | ↘6   | ↘4   | ↘1   |
| 2021 |      |      |      |      |      |      |
| ↗2   |      |      |      |      |      |      |